# Boursinidia schachovskoyi
Boursinidia schachovskoyi är en fjärilsart som beskrevs av Köhler 1953. Boursinidia schachovskoyi ingår i släktet Boursinidia och familjen nattflyn. Inga underarter finns listade i Catalogue of Life.